# Władysław Ptak
Władysław Ptak (ur. 17 kwietnia 1920 w Wieliczce, zm. 14 kwietnia 1990 w Krakowie) – polski inżynier, metalurg, profesor zwyczajny, wykładowca Akademii Górniczo-Hutniczej, członek Polskiej Akademii Nauk i Polskiej Akademii Umiejętności.

## Życiorys
Władysław Ptak urodził się w Wieliczce, w rodzinie górnika kopalni soli, jako drugi z trojga rodzeństwa. Ukończył Gimnazjum im. Jana Matejki w Wieliczce, składając egzamin dojrzałości w 1939 roku. Podczas okupacji uczył się między innymi w Szkole Górniczo-Hutniczo-Mierniczej w Krakowie oraz konspiracyjnej Akademii Górniczo-Hutniczej i pracował jako ślusarz w kopalni soli. W 1943 roku został zaprzysiężony jako żołnierz Armii Krajowej, pseudonim „Mały”. Brał udział w walkach oddziału partyzanckiego „Huragan” i Samodzielnego Batalionu Partyzanckiego „Skała”.
Po zakończeniu wojny podjął studia na AGH, dyplom uzyskał w 1948 roku. Pozostał na uczelni jako asystent w Katedrze Metalurgii Metali Nieżelaznych. W 1954 roku obronił pracę doktorską z zakresu teorii procesów metalurgicznych, zostając adiunktem w Katedrze Metali Nieżelaznych AGH. Jednocześnie pracował w Zakładzie Metali Instytutu Podstawowych Problemów Techniki PAN. W 1955 roku został docentem, w 1959 profesorem nadzwyczajnym. W latach 1962–1966 był dziekanem utworzonego przez profesora Aleksandra Krupkowskiego Wydziału Metali Nieżelaznych AGH. W 1969 roku otrzymał tytuł profesora zwyczajnego.
Był autorem około 130 prac naukowych, kilku podręczników i patentów, promotorem 22 prac doktorskich i opiekunem dziewięciu prac habilitacyjnych. W 1986 roku został członkiem rzeczywistym Polskiej Akademii Nauk, był członkiem czynnym III Wydziału Polskiej Akademii Umiejętności. Pełnił między innymi funkcje dyrektora Instytutu Metalurgii Metali Nieżelaznych AGH (1969–1974), kierownika Zakładu Teorii Procesów Metalurgicznych (1969–1985), kierownika Pracowni Teorii Procesów Metalurgicznych Zakładu Podstaw Metalurgii PAN (1958–1972), dyrektora Rady Naukowej Instytutu Metali Nieżelaznych w Gliwicach, przewodniczącego Rady Naukowej Instytutu Podstaw Metalurgii PAN, był członkiem Komitetu Hutnictwa PAN, redaktorem „Archiwum Hutnictwa”. Bezpartyjny.
Został odznaczony między innymi Krzyżami Kawalerskim i Oficerskim Orderu Odrodzenia Polski, Złotym Krzyżem Zasługi, Medalem Komisji Edukacji Narodowej, Złotą Odznaką „Za Zasługi dla Ziemi Krakowskiej”, Złotą Odznaką „Zasłużony dla rozwoju województwa katowickiego”, Srebrną Odznaką Honorową NOT, tytułem „Zasłużony Nauczyciel”. Otrzymał szereg nagród państwowych.
Był żonaty, miał syna, również Władysława. Zmarł 14 kwietnia 1990 roku i został pochowany na cmentarzu w Wieliczce.